# 北泰恩賽德 (英國國會選區)
北泰因賽德（英語：North Tyneside），英國國會一自治市選區，位於英格蘭泰恩-威爾郡北泰因賽德西部。設於1997年。
這裡一直是工黨的選區。在2010年大選中，瑪莉·格林頓以50.7%選票勝出該區繼承了白雅時的議席。